# Texadina barretti
Texadina barretti är en snäckart som först beskrevs av Morrison 1965.  Texadina barretti ingår i släktet Texadina och familjen tusensnäckor. Inga underarter finns listade i Catalogue of Life.